# Montes Pyrenaeus
I Montes Pyrenaeus sono una struttura geologica della superficie della Luna.